# Lueg ins Land (München)

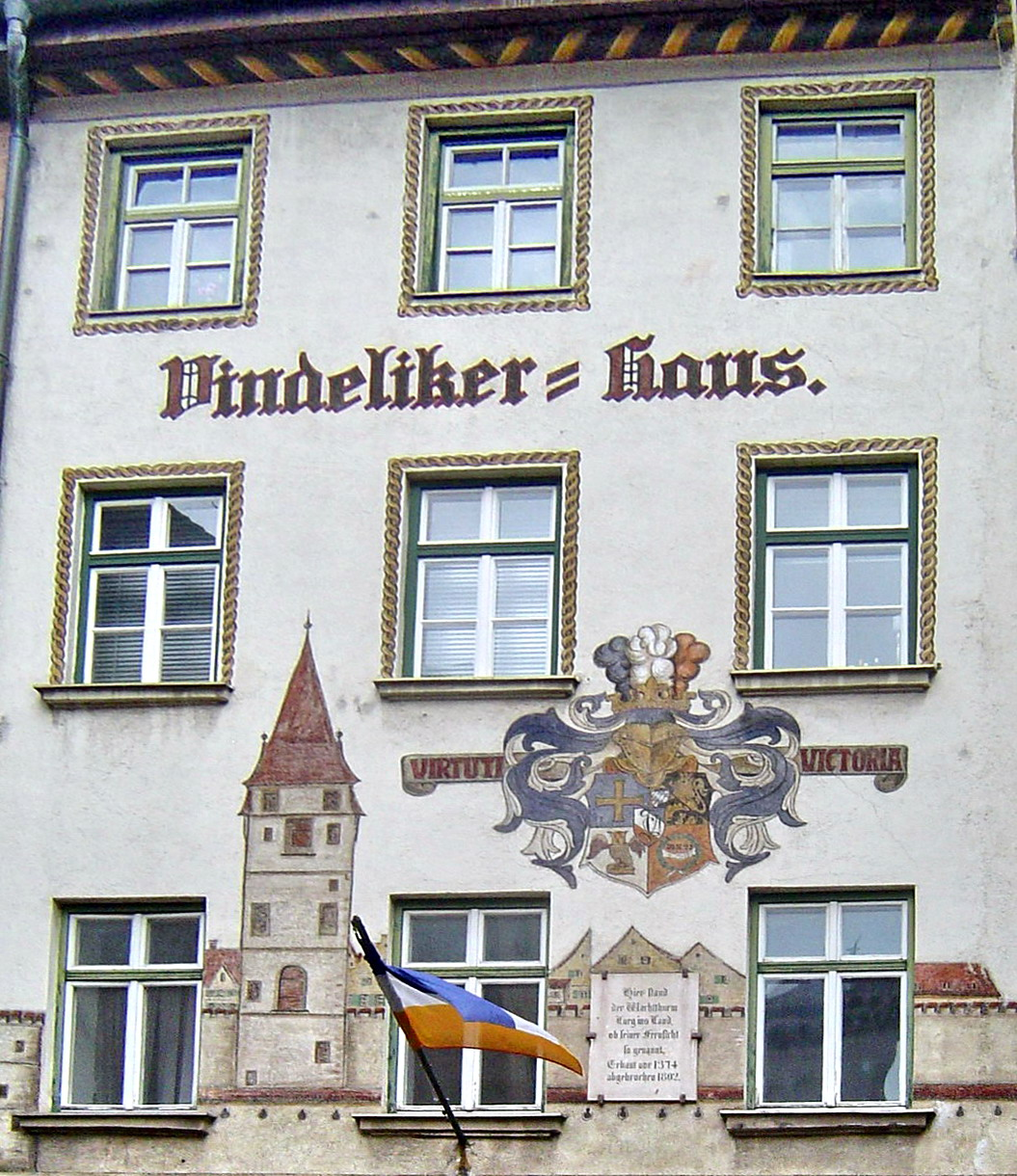
Darstellung des Lueg ins Land am Vindelikerhaus

Der Lueg ins Land („lueg“ mittelhochdeutsch Halte aufmerksam Ausschau; IPA: [luːɐg]) auch Lugerturm  oder Luegerturm genannt, war ein Wehrturm der zweiten Stadtmauer des mittelalterlichen Münchens. Lueg ins Land heißt heute auch die Straße, die vom Tal (in der Nähe des Isartors) aus zu dem Ort des nur noch teilweise erhaltenen Turms führt.

## Lage
Der Lueg ins Land lag etwa 200 m nördlich des Isartors an der Stelle, an der die vom Isartor kommende Stadtmauer nach Westen abbog. Das ist die Stelle, an der heute die beiden Straßen Marienstraße und Lueg ins Land etwa rechtwinklig zusammentreffen und an der in der Marienstraße 21 das Vindelikerhaus steht.

## Geschichte

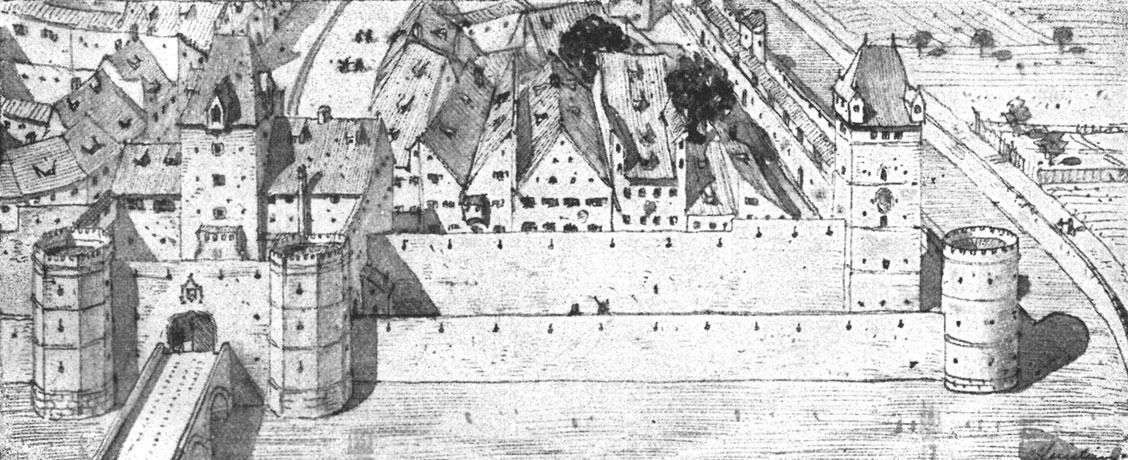
Isartor (links) über die Stadtmauer mit dem Wachturm Lueg ins Land (rechts) verbunden; diesem vorgesetzt, der über die Zwingermauer verbundene Prinzessturm. (Steinlein)

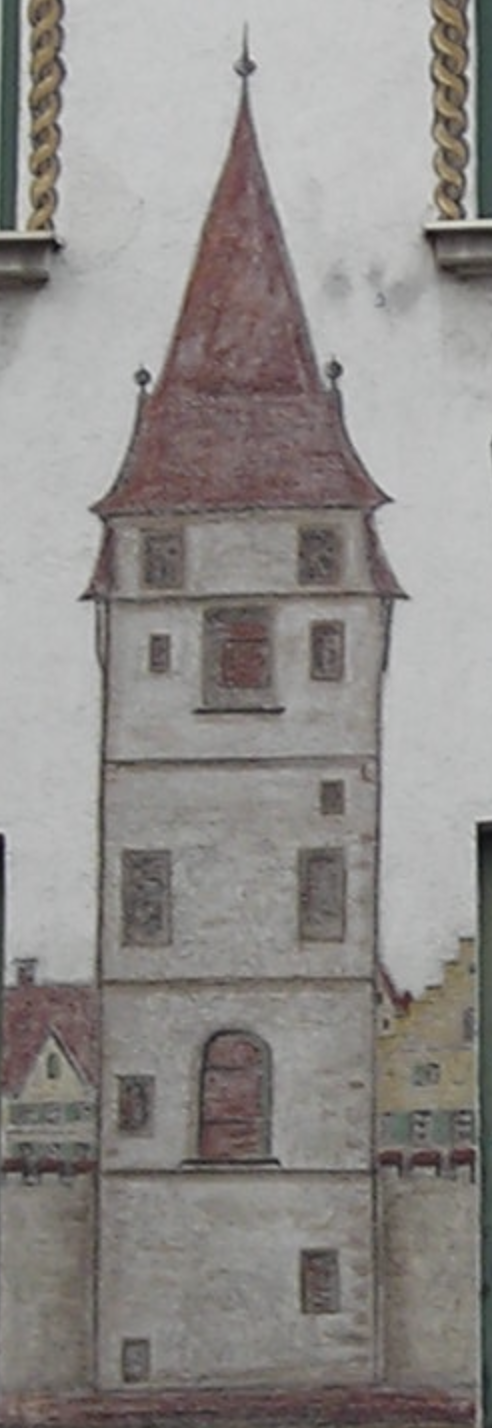
Wachturm Lueg ins Land am Vindelikerhaus (Ausschnitt der Wandmalerei)

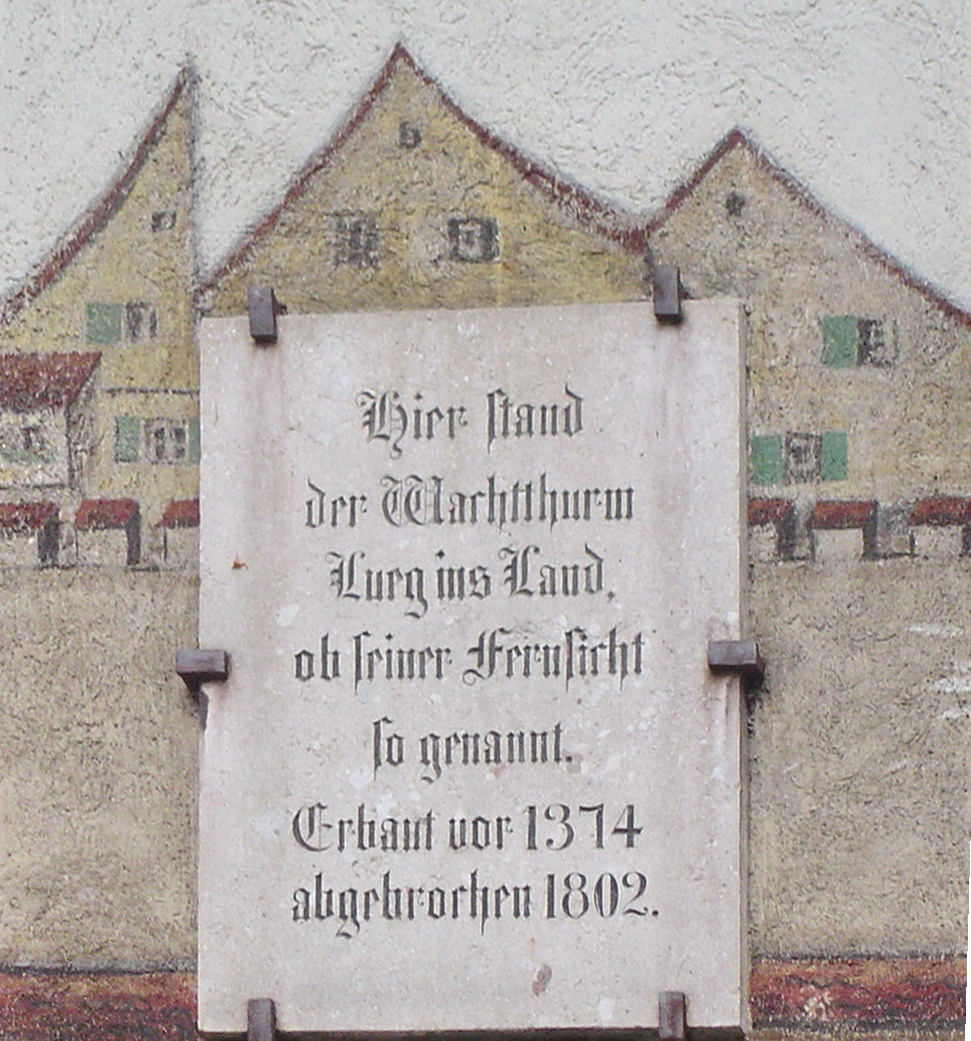
Gedenktafel an den Wachturm Lueg ins Land am Vindelikerhaus

Erbaut wurde der Lueg ins Land vermutlich in der Zeit von 1330 bis 1337 zusammen mit dem Isartor. Urkundlich erwähnt wurde er erstmals 1343 als „ad Luoger turrim“. Er diente, wie der Name andeutet, als Wach- und Beobachtungsturm des zur Isar hin gelegenen Vorfelds Münchens. Beim Bau der Zwingermauer wurde ihm ein runder Geschützturm vorgesetzt, der ab dem 19. Jahrhundert Prinzessturm genannt wurde.
Zeitweise diente der Lueg ins Land auch als Gefängnis, als Ausnüchterungsturm und im 18. Jahrhundert als Lager für Salpeter, einen Bestandteil des Schießpulvers.
1807 wurde der Turm abgerissen.

## Beschreibung
Der Lueg ins Land war ein schlanker Turm mit einer Grundfläche von etwa 5 × 5 m und einer Höhe von etwa 20 m. Das obere Stockwerk war aus Holz und kragte über die Steinmauern vor. Darüber erhob sich ein steiles Dach.
Erhalten ist noch ein Teil der Nordmauer des Turms, die jetzt Bestandteil der Südmauer des Vindelikerhauses ist. Die jetzige Außenseite war also ursprünglich die Innenseite der Turmmauer. Das ist auch gut an der einzigen noch vorhandenen Schießscharte zu erkennen. Diese ist auf dem hier gezeigten Bild aber nicht zu erkennen, sie liegt in einem Gebäudeabschnitt rechts daneben.
Vor dem Vindelikerhaus ist der frühere Grundriss des Lueg ins Land mit roten Pflastersteinen auf dem Gehweg markiert. Ein Fresko an der Außenmauer gibt einen ungefähren, aber von der Phantasie ausgeschmückten Eindruck von dem Aussehen des Turms. Treffend bemerkt eine Gedenktafel: „Hier stand der Wachtthurm Lueg ins Land, ob seiner Fernsicht so genannt.“ Die beiden dort genannten Jahreszahlen (1374 für das Baudatum, 1802 für den Abriss) sind jedoch historisch nicht haltbar.